# Band of Brothers (musikalbum)
Band of Brothers är ett musikalbum av Willie Nelson, lanserat 2014 på skivbolaget Legacy Recordings. Albumet producerades av Buddy Cannon som också samskrev albumets nya kompositioner med Nelson. Inte sedan 1996 hade ett album av Willie Nelson innehållit så många nyskrivna låtar som här.

## Låtlista
(upphovsman inom parentes)
1. "Bring it On" (Willie Nelson, Buddy Cannon) - 2:54
2. "Guitar in the Corner" (Willie Nelson, Buddy Cannon) - 3:56
3. "The Wall" (Willie Nelson, Buddy Cannon) - 3:29
4. "Whenever You Come Around" (Vince Gill, Pete Wasner) - 4:13
5. "Wives and Girlfriends" (Willie Nelson, Buddy Cannon) - 3:02
6. "I Thought I Left You" (Willie Nelson, Buddy Cannon) - 3:02
7. "Send Me a Picture" (Willie Nelson, Buddy Cannon) - 3:59
8. "Used to Her" (Willie Nelson, Buddy Cannon) - 2:47
9. "The Git Go" (featuring Jamey Johnson) (Billy Joe Shaver, Gary Nicholson) - 4:08
10. "Band of Brothers" (Willie Nelson, Buddy Cannon) - 2:51
11. "Hard to Be an Outlaw" (Billy Joe Shaver) - 3:09
12. "Crazy Like Me" (Dennis Morgan, Shawn Camp, Billy Burnette) - 3:17
13. "The Songwriters" (Gordie Sampson, Bill Anderson) - 3:16
14. "I've Got a Lot of Traveling to Do" (Willie Nelson, Buddy Cannon) - 3:18

## Listplaceringar
- Billboard 200, USA: #5
- UK Albums Chart, Storbritannien: #52[2]
- Nederländerna: #69[3]
- VG-lista, Norge: #17[4]